# Maskelyne
Maskelyne är ett bergspass i Antarktis. Det ligger i Västantarktis. Argentina, Chile och Storbritannien gör anspråk på området.
Terrängen runt Maskelyne är lite kuperad. Havet är nära Maskelyne västerut. Trakten är obefolkad. Det finns inga samhällen i närheten. 